# Frontera entre Bolivia y Perú
La frontera entre Bolivia y Perú es un límite internacional que separa a los territorios de ambos países. 

## Historia

### Independencia del Perú y de Bolivia

#### Bolivia
Sin embargo, fue recién con la llegada de las tropas de Bolívar y la batalla de Ayacucho que Sucre avanza sobre el Alto Perú con el ejército libertador.

### Creación de Bolivia y la Confederación Perú-Boliviana

Mapa de la Confederación Perú-Boliviana.

Tras la intervención peruana en Bolivia de 1828, Bolivia se liberó de la influencia bolivariana y comenzó su verdadera vida independiente. Aunque se consideró  unir en un solo país a Perú y a Bolivia, esta última anteriormente conocida como Alto Perú. 
Andrés de Santa Cruz, presidente boliviano, hizo un pacto con Luis José de Orbegoso, presidente peruano, para unir las dos repúblicas en una confederación.

### Guerra entre Perú y Bolivia
La guerra entre Perú y Bolivia, denominada también como guerra peruano-boliviana, fue un enfrentamiento bélico entre Perú y Bolivia en los años 1841 y 1842.
En 1841, Agustín Gamarra, presidente del Perú, intenta anexar Bolivia, lo que costó la vida al presidente peruano el 18 de noviembre de 1841. El Ejército de Bolivia, al mando del general José Ballivián, ocupó las provincias peruanas de Puno, Tarapacá, Tacna, Arica y por muy corto tiempo, Moquegua.
El desalojo de las tropas bolivianas en el sur del Perú se lograría por la mayor disponibilidad de recursos materiales y humanos del Perú. Al final de la contienda se firma el Tratado de Puno el 7 de junio de 1842.
Antecedentes
Artículo principal: Confederación Peruano-Boliviana
Después de la estrepitosa caída de la Confederación Perú-Boliviana en 1839, el presidente del Perú Agustín Gamarra (1785-1841) quería evitar a toda costa que el mariscal boliviano Andrés de Santa Cruz retorne nuevamente a Bolivia y retome el poder, pues veía que Santa Cruz era un grave peligro para la existencia misma del Perú como república unitaria. Ya con la definitiva derrota de las tropas "Crucistas" (seguidores del mariscal Santa Cruz) en la Batalla de Yungay, en Bolivia se había reunido una asamblea constituyente que proclamó al general cruceño José Miguel de Velasco como el nuevo presidente de Bolivia. Para salvar su vida, Santa Cruz decidió entonces salir del país para auto-exiliarse en la ciudad de Guayaquil en Ecuador.
Cabe mencionar que José Ballivián era muy amigo de Agustín Gamarra desde hace muchos años y también compartían las mismas ideas, pues ambos rechazaban rotundamente el retorno de Santa Cruz a Bolivia. Después de la caída de la Confederación, en Bolivia había tomado el poder el general cruceño José Miguel de Velasco convirtiéndose de esa manera en el nuevo presidente de Bolivia. En un principio, José Ballivián lo apoya pero luego se molesta con él al no ser elegido como vicepresidente de Bolivia, entonces Ballivián decide realizar un levantamiento militar contra el gobierno de Velasco para derrocarlo del poder , pero no tiene éxito ya que su revuelta es aplastada por el ejército boliviano3.
Aprovechando el descontento de los "militares bolivianos crucistas" logró convencerlos de realizar una rebelión contra el gobierno logrando de esa manera reunir a más de 3000 hombres para su cometido. Sin embargo, la rebelión militar de Ballivián fracasó debido a que el general Narciso Irigoyen (1795-1854) lo traicionó a último momento pasándose al bando gubernamental. Viéndose en clara desventaja frente a la superioridad de las tropas del Ejército de Bolivia y para no realizar un derramamiento inútil de sangre, Ballivián decide entonces entregar sus pocas tropas al gobierno sin disparar un solo tiro4.
Luego de que su levantamiento fuera desbaratado y para salvar su vida, Ballivián decide entonces salir de Bolivia el 13 de julio de 1839 para autoexiliarse en el Perú. Pero Ballivián no fue a la ciudad de Lima ya que no quería estar muy lejos de su patria y por eso decide entonces elegir a la ciudad de Puno (muy cerca a Bolivia) como su exilio en donde viviría por alrededor de dos años hasta septiembre de 1841. Mientras tanto el presidente del Perú Agustín Gamarra estando ya muy susceptible de una inminente llegada de Andrés de Santa Cruz a Bolivia, decide tomar contacto con el general Ballivián que en ese momento se encontraba viviendo en territorio peruano y ambos quedan de acuerdo que con ayuda del ejército peruano, Ballivián tomaría el poder en Bolivia.
En 1841, en Bolivia se vivía una total anarquía y caos ya que existían tres gobiernos. Gamarra entonces decide aprovechar la situación de crisis política boliviana y ordena al Ejército del Perú que empiece a concentrar todas las tropas en la ciudad de Puno con la intención de invadir Bolivia.
Unos cinco días después y estando ya en la milenaria población de Tiahuanaco, Ballivián junto a algunos de sus seguidores más, se autoproclama como el nuevo Presidente de Bolivia el 27 de septiembre de 1841. Ante la inminente invasión peruana a Bolivia, la opinión pública boliviana de esa época empezó a ver Ballivián como "El Salvador" de Bolivia y todo el país se unió en torno a su figura.

## Los tratados
Finalmente, el presidente peruano Augusto B. Leguía (1908-1912 y 1919-1930), afrontó abiertamente la solución de los problemas limítrofes con los cinco países vecinos del Perú, solución irresponsablemente prorrogada o desatendida por sus antecesores.